# Gynoplistia basituberosa
Gynoplistia basituberosa är en tvåvingeart som beskrevs av Alexander 1978. Gynoplistia basituberosa ingår i släktet Gynoplistia och familjen småharkrankar. Inga underarter finns listade i Catalogue of Life.